# Marquinhos (humorista)
Marco Antônio Eugênio Martini (Juiz de Fora, 3 de julho de 1948 — São Paulo, 30 de março de 2019), mais conhecido como Marquinhos, foi um ator e humorista brasileiro. Ficou conhecido nacionalmente pelas pegadinhas no extinto programa Eu Vi na TV, da RedeTV!, e pelo seu célebre bordão "O Que, O Que, O Que Rapaz?".

## Morte
Marquinhos morreu em São Paulo no dia 30 de março de 2019, aos 70 anos de idade. Marquinhos vinha lutando contra um câncer no cérebro que descobriu no final de 2018.